# Lug (fiets)

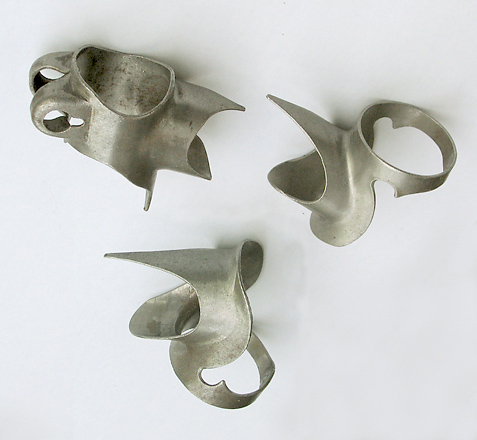
Diverse lugs voordat de framebouwer ze heeft toegepast in het frame. Linksboven in de foto de zadellug en rechtsboven de bovenste balhoofdlug. Onderaan de onderste balhoofdlug.

Een lug is een koppelstuk dat bij fietsen in het frame kan worden toegepast om framebuizen onderling te verbinden.

## Geschiedenis
Het gebruik van lugs in fietsframes bestond al in de tweede helft van de 19e eeuw. Reeds die eeuw werd het een veelgebruikte methode om frames te bouwen en tot op de dag van vandaag worden lugs nog op grote schaal toegepast. 

## Soorten lugs
Diverse soorten lugs kunnen in een fietsframe door de framebouwer zijn gebruikt. Vooral zadellugs en balhoofdlugs worden veel toegepast. 
Bij een standaard fietsframe wordt overigens het gedeelte waarin de trapas zich bevindt de bracket genoemd. Indien een koppelstuk in de voorvork is gebruikt spreekt men over een vorkkroon. De buizen van de liggende en staande achtervork hebben onderling een koppelstuk waarin het achterwiel zit gemonteerd: een zogeheten uitvaleinde of pad.

## Fabricage- en verbindingsmethodes
Lugs kunnen worden gefabriceerd door een proces van persen uit plaat en vervolgens te lassen. Deze ruwe lugs (blancs) worden in de goedkope frames gebruikt; in duurdere frames zitten gesneden lugs. Een andere veelgebruikte methode om lugs te vervaardigen is door gieten (verloren was/zand). 
Bij de framebouw vallen de lug en de framebuis onderling deels over elkaar heen. De meeste lugs zitten uitwendig over de framebuis (buis in lug), maar ook interne lugs (lug in buis) worden wel toegepast. Bij stalen frames worden de lugs met de buizen aan elkaar hard-gesoldeerd met zilver- of messingsoldeer. Aluminium frames met lugs kunnen naast gelijmd tevens zijn geschroefd. Behalve om cosmetische redenen, zijn lugs soms versierd om het toevoegen van soldeer makkelijker te maken en om de overgang van buis naar lug geleidelijker te laten verlopen.

## Lugloos

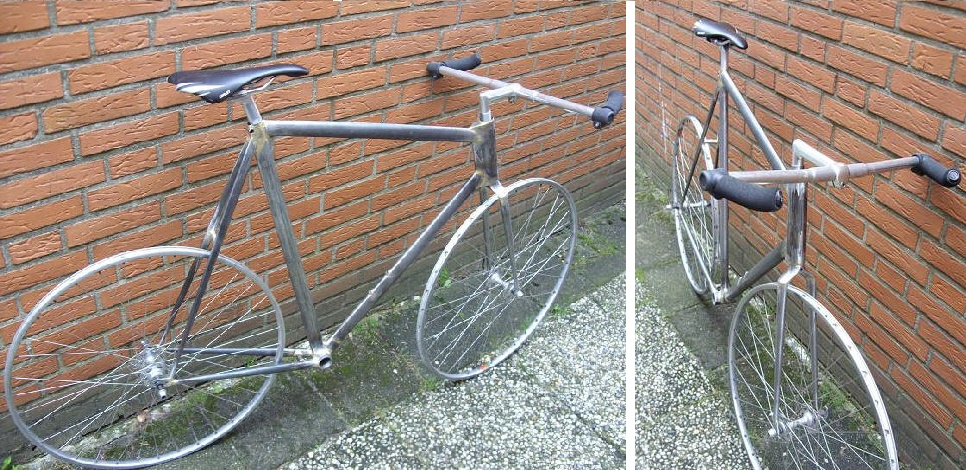
Aerodynamisch frame gemaakt door lugloos braseren

Indien in een frame geen lugs zijn toegepast, wordt ook wel gesproken van een lugloos frame. Bij lugloos bouwen dienen de buizen nauw op elkaar aan te sluiten, maar heeft de framebouwer een grotere vormvrijheid. Gebeurt dit met soldeer dan spreekt men ook wel van braseren; de meeste lugloze frames zijn echter gelast.

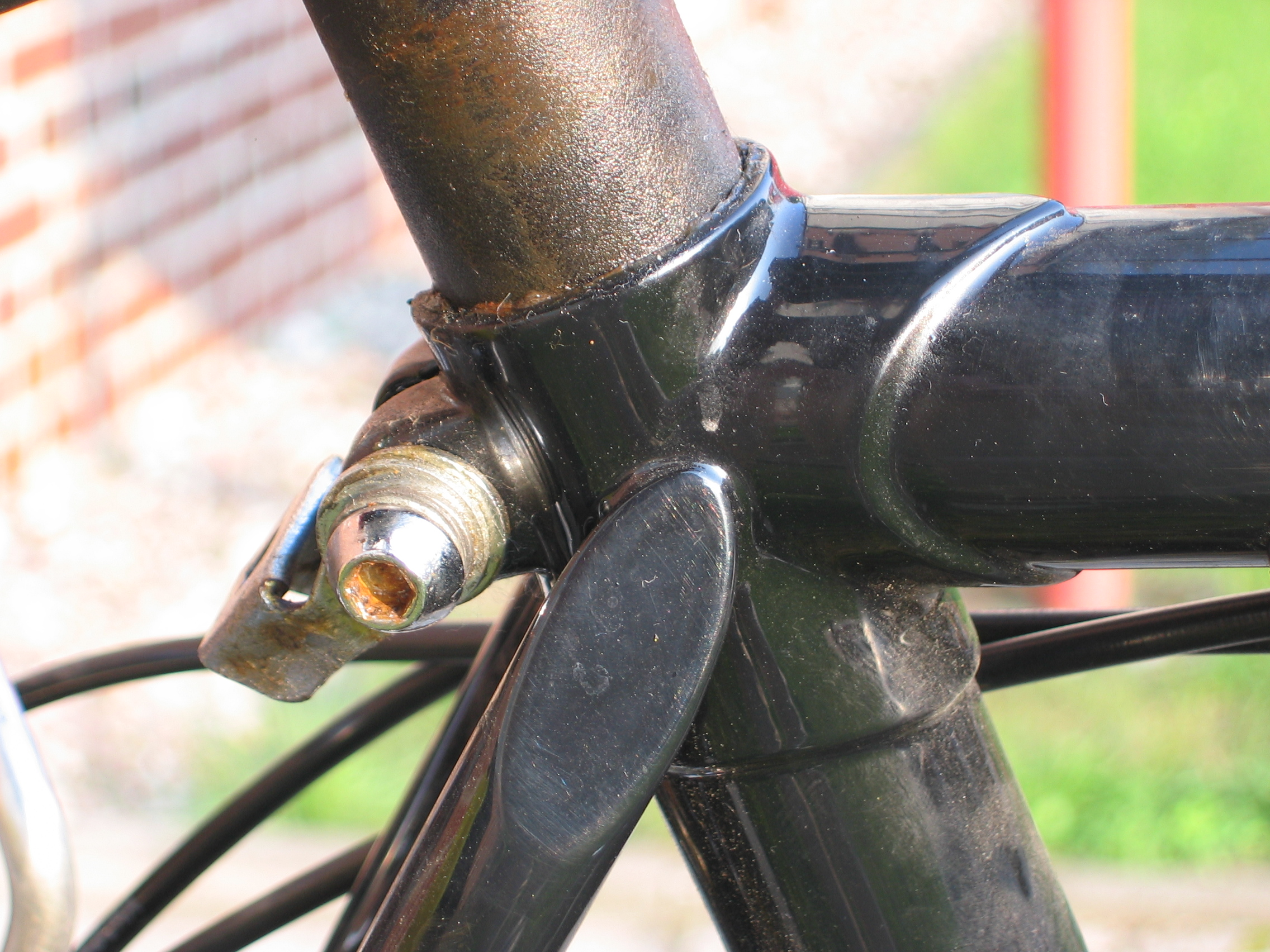
Zadellug
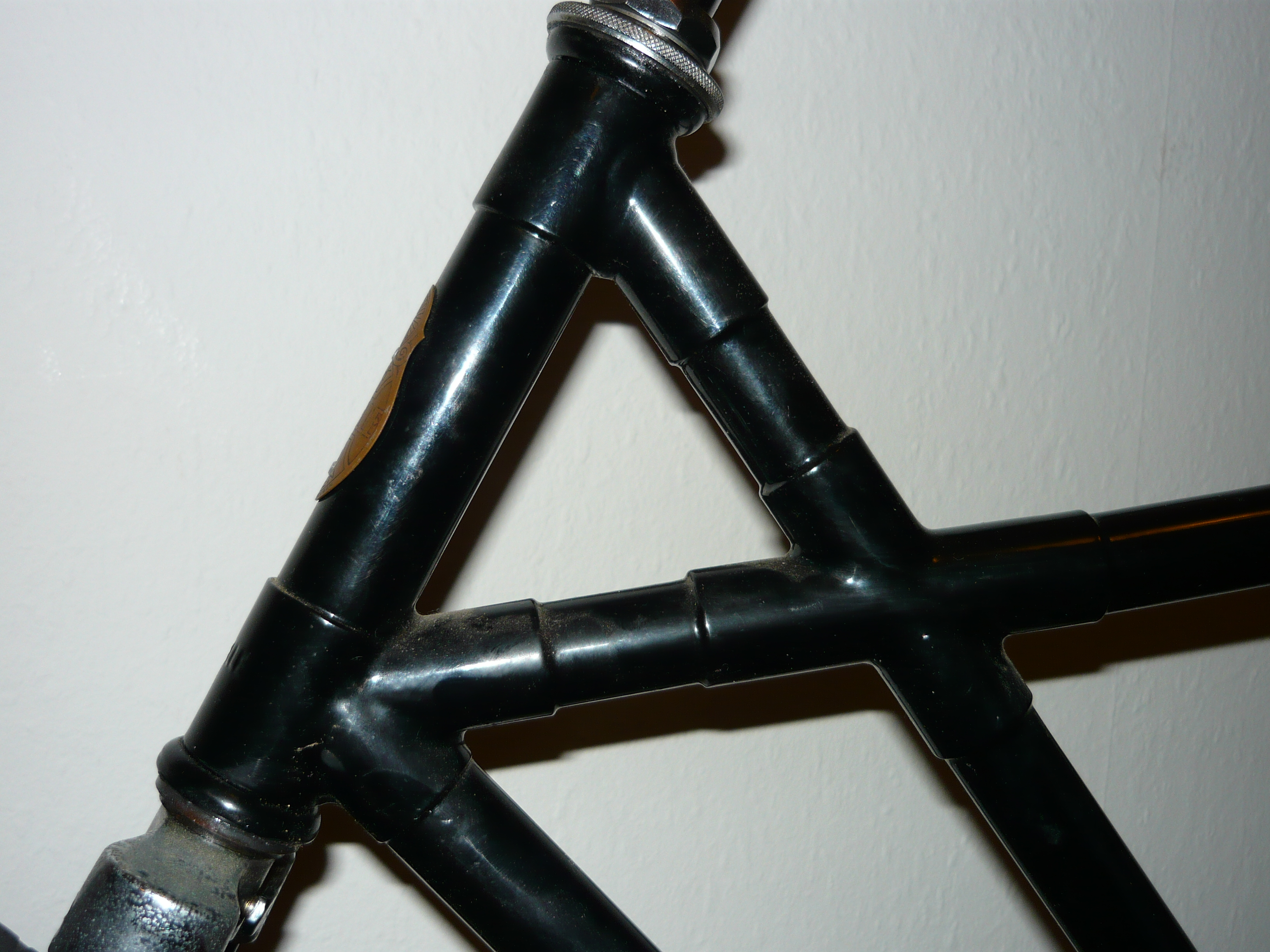
Lugs toegepast op een kruisframe
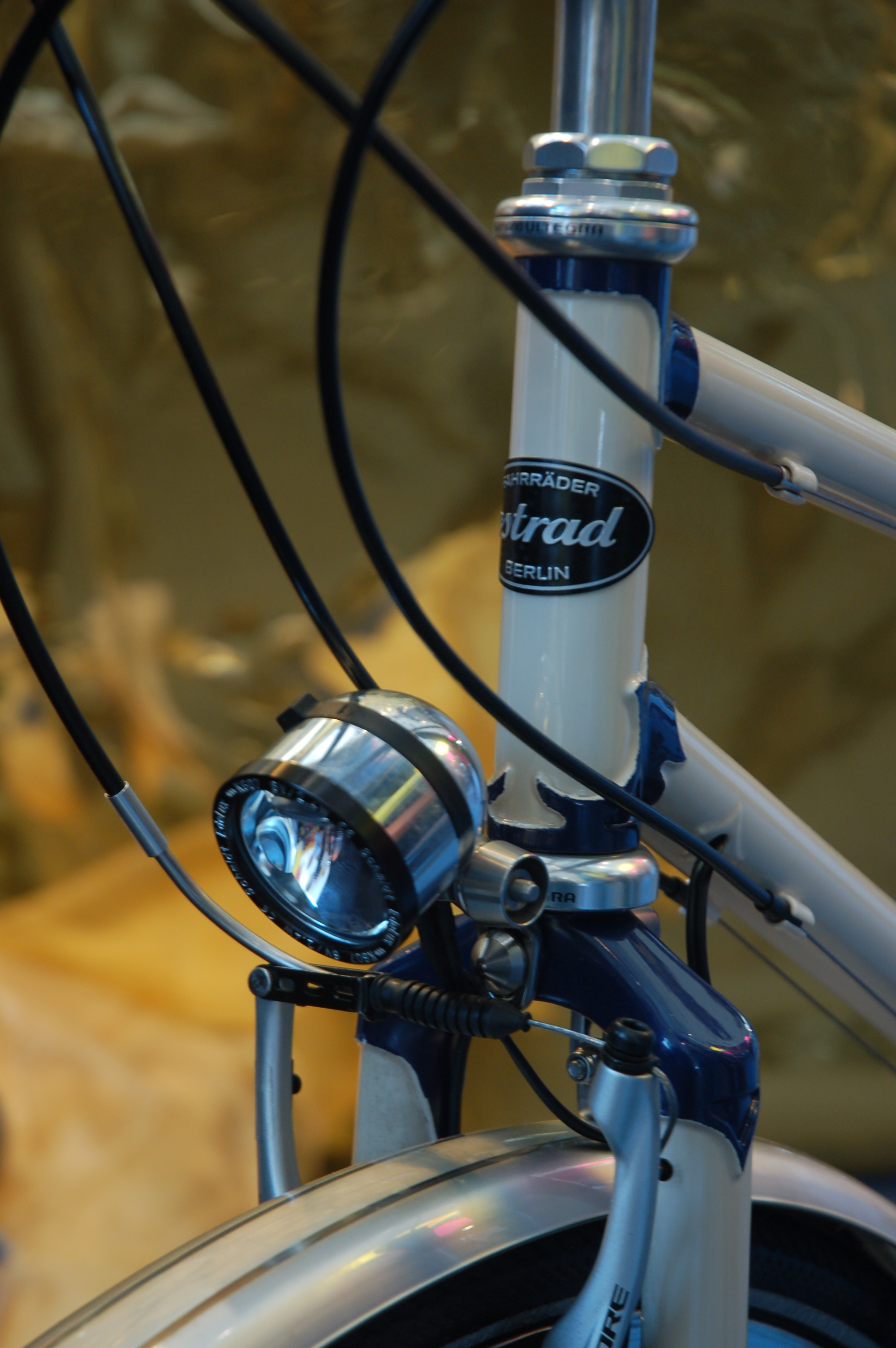
Balhoofdlugs en vorkkroon met ornamenten
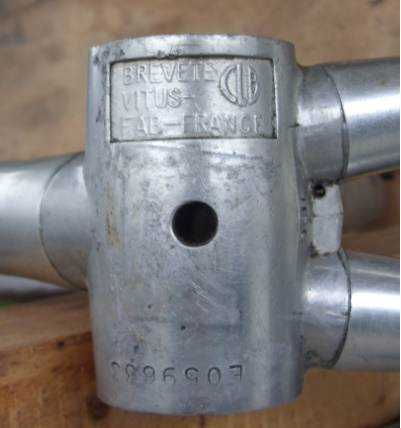
Inwendig gelijmde bracketlug in aluminium fiets
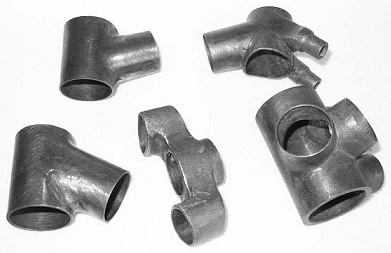
Ruwe geperste en gelaste lugs (blancs)
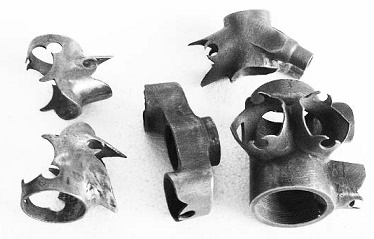
Dezelfde lugset bewerkt voor een duur frame